# Virginia Slims of Philadelphia 1977
Virginia Slims of Philadelphia 1977  — жіночий тенісний турнір, що проходив на закритих кортах з килимовим покриттям Палестра у Філадельфії (штат Пенсільванія, США) в рамках Світової чемпіонської серії Вірджинії Слімс 1977. Відбувся вшосте і тривав з 14 березня до 20 березня 1977 року. Перша сіяна Кріс Еверт здобула титул в одиночному розряді й отримала за це 20 тис. доларів США.

## Фінальна частина

### Одиночний розряд
Кріс Еверт —  Мартіна Навратілова 6–4, 4–6, 6–3
- Для Еверт це був 5-й титул в одиночному розряді за сезон і 72-й — за кар'єру.

### Парний розряд
Франсуаза Дюрр /  Вірджинія Вейд —  Мартіна Навратілова /  Бетті Стов 6–4, 4–6, 6–4

## Розподіл призових грошей
| Дисципліна       | П       | F       | 3-тє   | 4-те   | ЧФ     | 1/8    | 1/16 |
| Одиночний розряд | $20,000 | $10,000 | $5,800 | $5,000 | $2,500 | $1,375 | $775 |